# Bettina Schmidt
Bettina Schmidt (Staßfurt, 2 giugno 1960 – 28 aprile 2019) è stata una slittinista tedesca orientale.

## Biografia
Iniziò a gareggiare per la nazionale tedesca orientale nelle varie categorie giovanili nella specialità del singolo, ottenendo, quali migliori risultati, due medaglie ai campionati europei juniores, compresa quella d'oro a Krynica-Zdrój 1979.

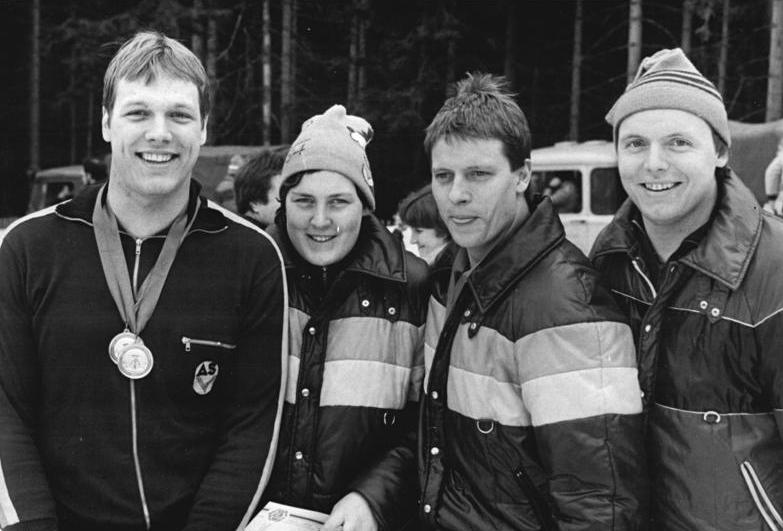
Bettina Schmidt, seconda da sinistra, insieme a Michael Walter, Jörg Hoffmann e Jochen Pietzsch ad Oberhof nel 1984

A livello assoluto esordì in Coppa del Mondo nella stagione 1979/80, conquistò il primo podio il 7 dicembre 1979 nel singolo ad Igls (2ª) e la prima vittoria il 13 febbraio 1980 nel singolo ad Imst. In classifica generale, sempre nella specialità individuale, trionfò nell'edizione 1983/84 a pari merito con la connazionale Steffi Martin.
Prese parte ad una edizione dei Giochi olimpici invernali, a Sarajevo 1984, e, in quella che fu la sua ultima competizione a livello internazionale, conquistò la medaglia d'argento nella prova monoposto.
Prese parte altresì a due edizioni dei campionati mondiali aggiudicandosi la medaglia d'argento nel singolo ad Hammarstrand 1981. Nelle rassegne continentali vinse due medaglie, sempre nella gara individuale, quella d'oro a Winterberg 1982 e quella di bronzo a Valdaora 1984.

## Palmarès

### Olimpiadi
- 1 medaglia:
  - 1 argento (singolo a Sarajevo 1984).

### Mondiali
- 1 medaglia:
  - 1 argento (singolo ad Hammarstrand 1981).

### Europei
- 2 medaglie:
  - 1 oro (singolo a Winterberg 1982);
  - 1 bronzo (singolo a Valdaora 1984).

### Europei juniores
- 2 medaglie:
  - 1 oro (singolo a Krynica-Zdrój 1979);
  - 1 argento (singolo a Winterberg 1978).

### Coppa del Mondo
- Vincitrice della Coppa del Mondo nella specialità del singolo nel 1983/84.
- 10 podi (tutti nel singolo):
  - 4 vittorie;
  - 2 secondi posti;
  - 4 terzi posti.

#### Coppa del Mondo - vittorie
| Data             | Luogo        | Paese        | Disciplina |
| ---------------- | ------------ | ------------ | ---------- |
| 13 febbraio 1980 | Imst         | Austria      | Singolo    |
| 6 marzo 1983     | Oberhof      | Germania Est | Singolo    |
| 18 dicembre 1983 | Sarajevo     | Jugoslavia   | Singolo    |
| 8 gennaio 1984   | Hammarstrand | Svezia       | Singolo    |